# علی اوسط یگانه
علی اوسط یگانه سیاست‌مدار ایرانی بود، که در دوره بیست و چهارم مجلس شورای ملی بعنوان نماینده بیجار از استان کردستان در مجلس شورای ملی حضور داشت.